# Empresa para Agroalimentação e Cereais
A Empresa para Agroalimentação e Cereais (EPAC) foi uma empresa portuguesa, destinada principalmente ao controlo do mercado nacional de sementes e cereais, através do seu armazenamento e gestão de preços. Sucedeu a duas entidades governamentais também criadas para este fim, a Federação Nacional dos Produtores de Trigo, formada em 1932 e o Instituto dos Cereais, criado em 1972. A EPAC foi fundada em 1976, originalmente com o nome de Empresa Pública de Abastecimento de Cereais, mas logo na década de 1980 começou a ter problemas estruturais, devido a mudanças no mercado e à entrada de Portugal na União Europeia. Em 1986 as suas infraestruturas portuárias foram entregues a uma nova entidade, a SILOPOR, num processo que causou considerável polémica. Em 1991 tornou-se numa sociedade anónima, passando a denominar-se de Empresa para Agroalimentação e Cereais, S. A., mas a situação de declínio prosseguiu, acabando por ser extinta em 1999.

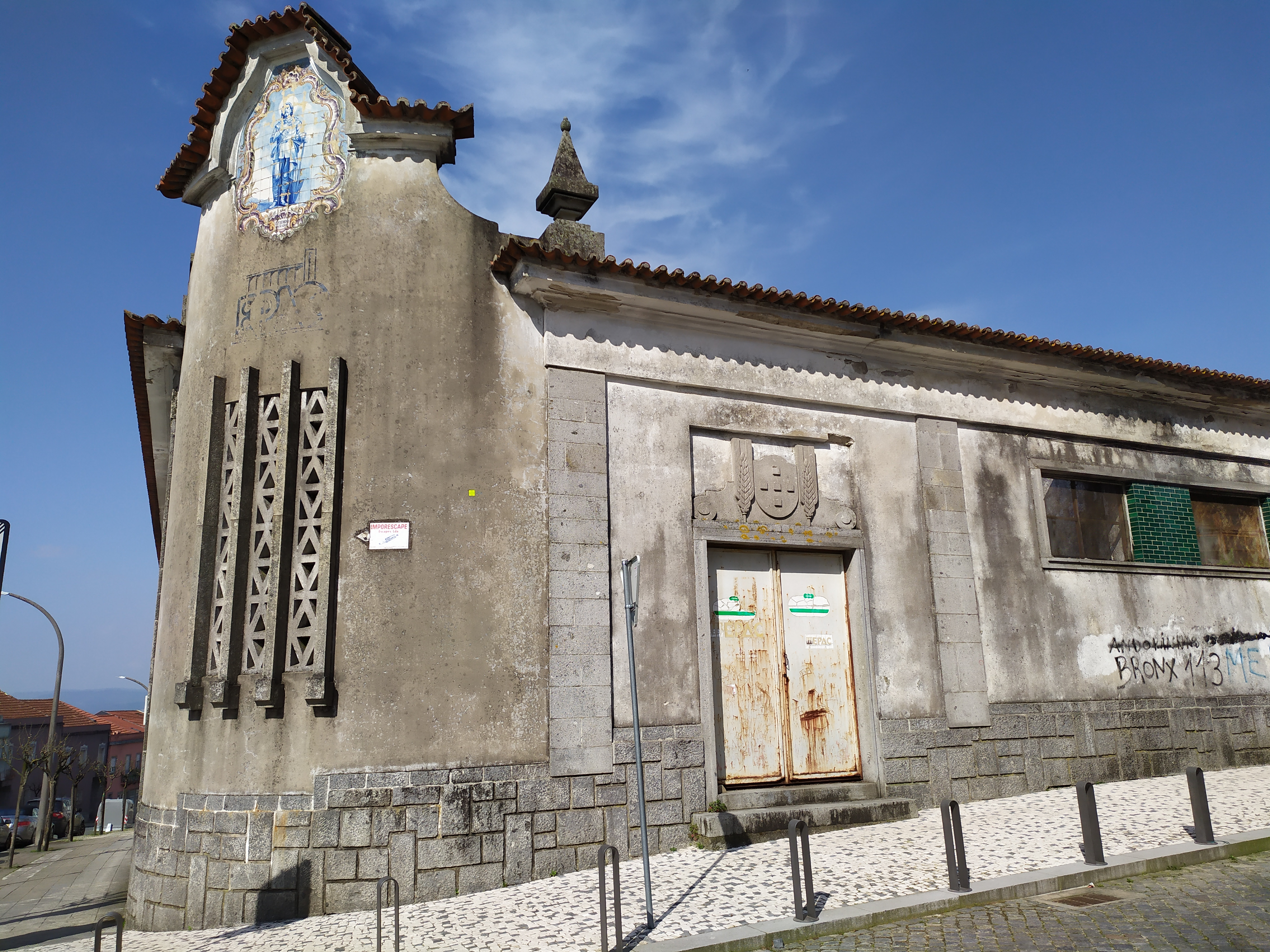
Edifício da EPAC, na cidade de Braga.

## Descrição

### Funções
A finalidade da empresa era assegurar o abastecimento de cereais e sementes, tendo em conta a defesa da produção cerealífera e as necessidades do consumo, e ao mesmo tempo garantir os interesses superiores da economia portuguesa. Neste sentido, dispunha de condições especiais para adquirir e importar cereais e cementes. Era considerada como um importante instrumento económico do governo, sendo responsável por controlar e regular o mercado dos cereais e das sementes, principalmente nos preços e no abastecimento.
A empresa comercializava sementes e adubos sólidos e líquidos, e de fundo e de cobertura, fornecendo igualmente serviços de assistência técnica e análises de solo, ligados à produção ceralífera. Era membro da International Association for Cereal Science and Technology (en), sendo as suas instalações reconhecidas como Laboratório de Qualidade pelo Instituto Português da Qualidade.

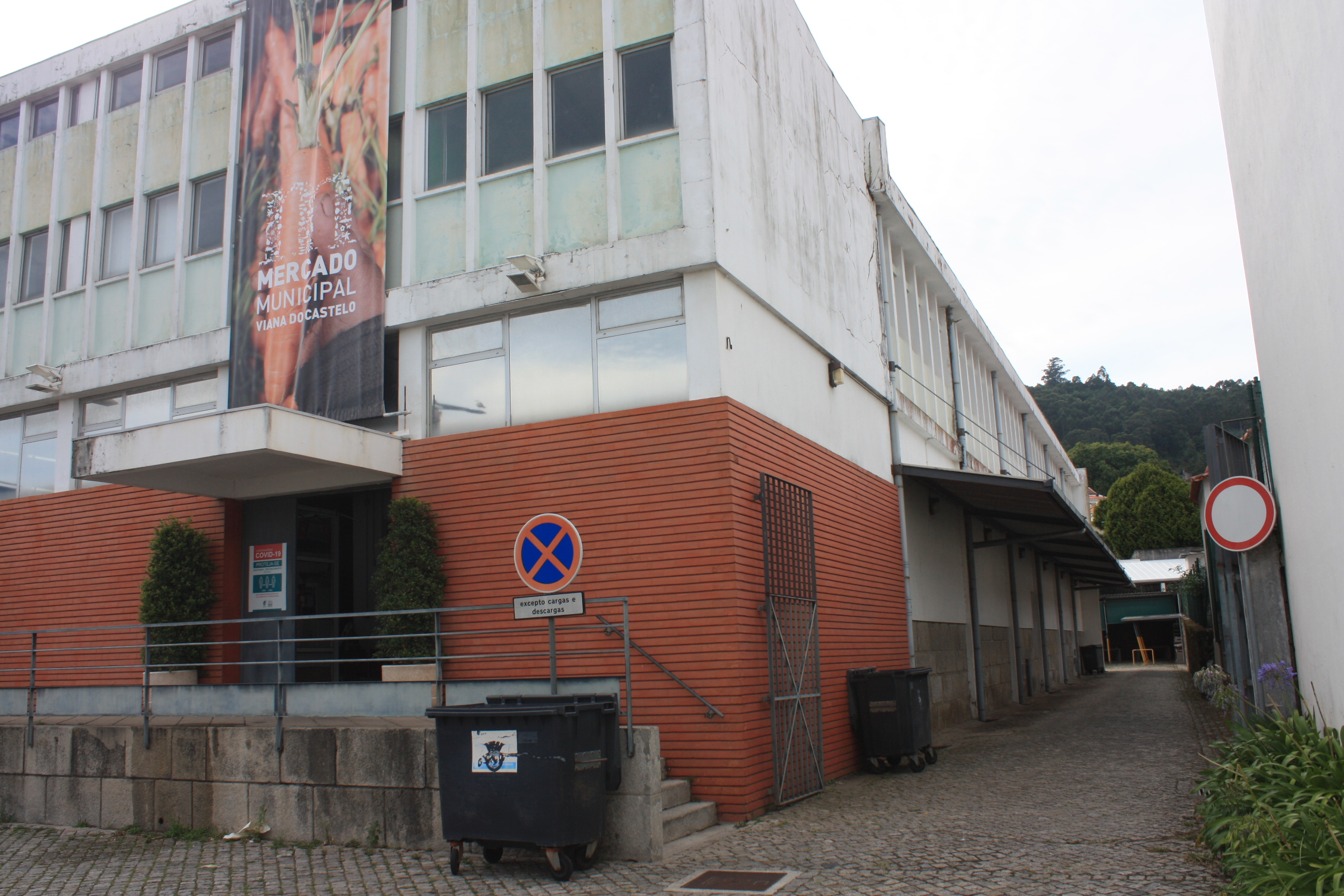
Edifício da EPAC em Viana do Castelo, posteriormente adaptado para mercado municipal.

### Infra-estruturas
Como parte das suas funções, a EPAC possuiu um vasto conjunto de infraestruturas ligadas à armazenagem e distribuição de cereais e sementes, como silos, armazéns, postos de calibragem, centros de secagem, e laboratórios. Em 1993 dispunha de 31 silos, tanto em Portugal continental como nos arquipélagos dos Açores e da Madeira, e de várias centenas de armazéns, totalizando cerca de 700 000 toneladas de capacidade de armazenagem. Os centros de secagem eram destinados ao milho e arroz, e estavam situados nas principais áreas produtoras do país: os vales dos rios Mondego e Sado, Ribatejo e e Alto Alentejo. Algumas destas instalações destacam-se pelo seu valor patrimonial, como os celeiros da EPAC em Vila Franca de Xira e Mértola, os edifícios da EPAC em Braga e em Viana do Castelo, este último convertido em mercado municipal, A empresa também foi a proprietária do Palacete Seixas e do Edifício Conde de Valbom, ambos situados em Lisboa. e do Celeiro Marquês de Pombal, situado no concelho do Pombal, e construído no século XVIII.
Uma parte considerável das instalações da EPAC estava situada junto a infraestruturas de transporte, como zonas portuárias e estações ferroviárias. No primeiro caso, incluíam-se os terminais portuários da Trafaria e do Beato, armazéns no Montijo e no Seixalinho, além de imóveis no Porto de Leixões. O complexo da Trafaria é de especial interesse pela sua localização junto ao Porto de Lisboa e às suas dimensões, sendo dos poucos em território nacional com capacidade para descarregar cereais de navios de grandes proporções. Quanto a estações ferroviárias, tinha por exemplo um complexo de silos junto à gare de Évora, e um celeiro na estação de Torre da Gadanha. Desta forma, a EPAC continuou uma tradição que já vinha da Federação Nacional dos Produtores de Trigo, que possuía igualmente instalações em várias gares portuárias e ferroviárias, como o porto fluvial da Casa Branca, no Rio Sado, e as estações de Arraiolos Alvito e Alcácer do Sal, Silves, e Portalegre.
A EPAC tinha instalações num grande número de localidades em território nacional, incluindo Bragança, Chaves, Macedo de Cavaleiros, Mogadouro, Miranda do Douro, Mirandela, Almeida, Guarda, Trancoso, Alcains, Fundão, Granja do Ulmeiro, Soure, Amieira, Louriçal, Viana do Castelo, Braga, Vale de Figueira, Almeirim, Golegã, Caldas da Rainha, Lourinhã, Torres Vedras, Vila Franca de Xira, Arruda dos Vinhos, Malveira, Montijo, Sobral de Monte Agraço, Azambuja, Alcobaça, Bombarral, Benavente, Évora, Pavia, Mora, Ponte de Sor, Fronteira, Alter do Chão, Avis, Portalegre, Elvas, Campo Maior, Estremoz, Alandroal, Alcácer do Sal, Águas de Moura, Montemor-o-Novo, Reguengos de Monsaraz, Cuba, Moura, Ferreira do Alentejo, Beja, Serpa, Aljustrel, Castro Verde, Amoreiras, Almodôvar, Ourique, Silves e Loulé.

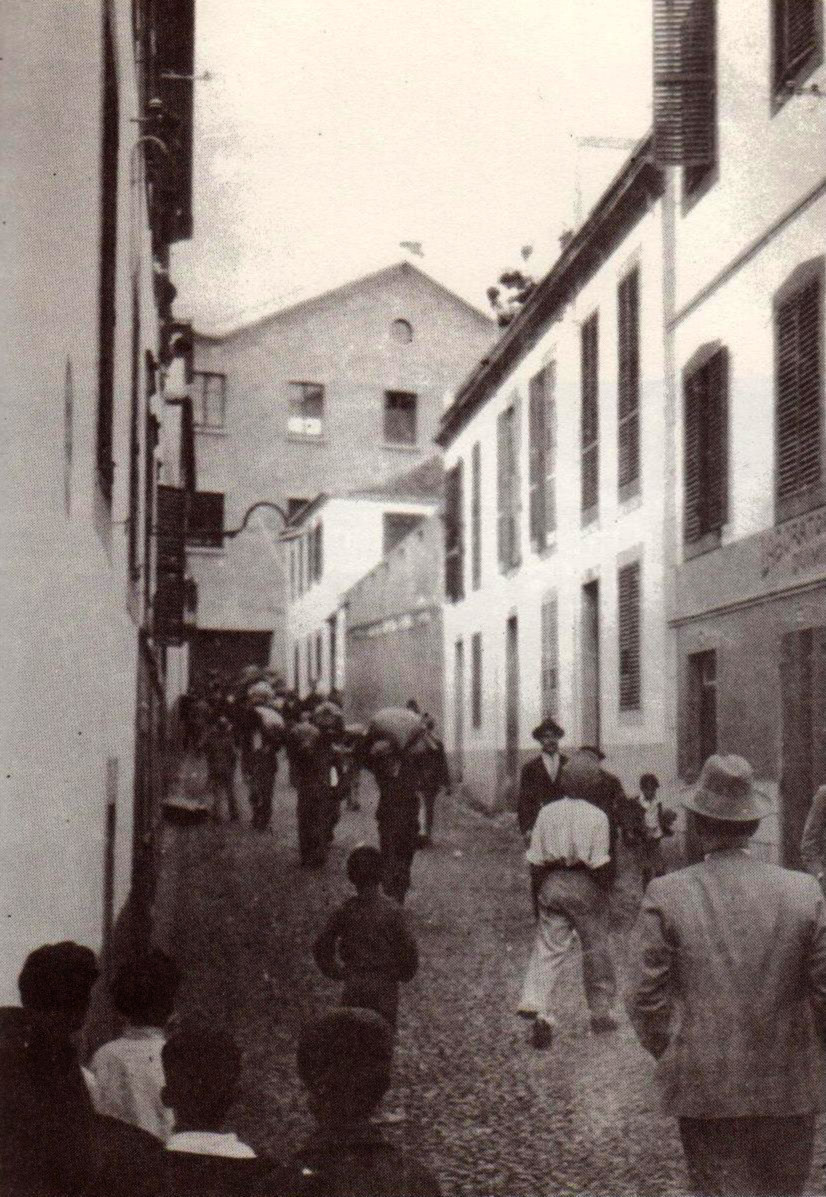
Revolta da Farinha, ocorrida no Funchal, em 1931. As primeiras tentativas da ditadura para controlar o mercado dos cereais enfrentaram forte resistência popular.

## História

### Antecedentes
O antecessor da EPAC foi a Federação Nacional dos Produtores de Trigo, criada pelo Decreto-Lei n.º 21300, de 28 de Maio de 1932, no sentido de organizar os processos de armazenagem do trigo e outros cereais, em território nacional.  Até então, o armazenamento do trigo era feito quase totalmente pelas empresas responsáveis pela sua transformação, que o comprava antes ou logo após a colheita, e depois o guardava nos seus celeiros e fábricas. Desta forma, facilitava-se a exportação dos produtos nacionais pela alfândega, e a importação de trigos estrangeiros, gerando maiores lucros para as empresas. Este sistema não gozava de qualquer regulação por parte do estado, e funcionava apenas em condições normais de mercado, não possuindo desta forma quaisquer mecanismos para garantir a estabilidade da situação, caso se verificassem grandes alterações. Neste sentido, o governo instituiu a Federação Nacional dos Produtores de Trigo em 1932, para permitir uma maior organização na produção, armazenamento e gestão dos trigos. Foi instituída na sequência da campanha do trigo, lançada pelo Estado Novo em 1929 como parte de um esforço de desenvolvimento da produção cerealífera, no sentido de garantir uma maior auto-suficiência do ponto de vista alimentar. Tinha como finalidade proceder à aquisição, armazenamento e distribuição de cereais, além de desenvolver as práticas agrícolas através da escolha das sementes, elaboração de estudos e o recenseamento dos agricultores. Estas funções eram muito semelhantes às que foram depois atribuídas à Empresa Pública do Abastecimento de Cereais.
Porém, este organismo mostrou-se insuficiente para estabilizar a situação durante a campanha agrícola de 1932 para 1933, quando se verificou um aumento considerável na produção, resultando numa verdadeira revolução nos mercados, e gerando vários problemas tanto para os agricultores como para as empresas transformadoras. As moagens viram-se impedidas de importar trigos estrangeiros devido ao excesso de produção nacional, perdendo desta forma uma importante fonte de receitas, e o governo viu-se obrigado a intervir para garantir a estabilização dos preços. Desta forma, a Federação Nacional foi alvo de um vasto processo de reorganização pelo Decreto-Lei n.º 22871, de 24 de Julho de 1933, tendo uma das principais alterações sido a remodelação do sistema dos celeiros concelhios, organizações semi-autónomas que tinham como função armazenar, beneficiar e vender os cereais, e coordenar a produção em cada concelho. Um dos principais empreendimentos da FNPT foi a construção dos postos de calibragem de sementes, tendo sido instaladas pelo menos quatro destas unidades, situadas em Beja, Elvas, Santarém e Évora. Outra importante infraestrutura construída pela Federação foi o complexo de silos em Vila Franca de Xira, instalada na década de 1950.
A Federação Nacional dos Produtores de Trigo foi extinta pelo Decreto-Lei n.º 427/72, de 31 de Outubro, em conjunto com o Instituto Nacional do Pão, a Comissão Reguladora das Moagens de Ramas, a Comissão Reguladora do Comércio de Arroz, e a Comissão Reguladora dos Cereais do Arquipélago dos Açores, tendo estas entidades sido substituídas por uma só, o Instituto dos Cereais. Posteriormente, a Federação Nacional dos Industriais de Moagem, o Grémio dos Industriais de Moagem, o Grémio dos Industriais de Panificação e o Grémio dos Industriais de Arroz também foram incorporados no Instituto dos Cereais.

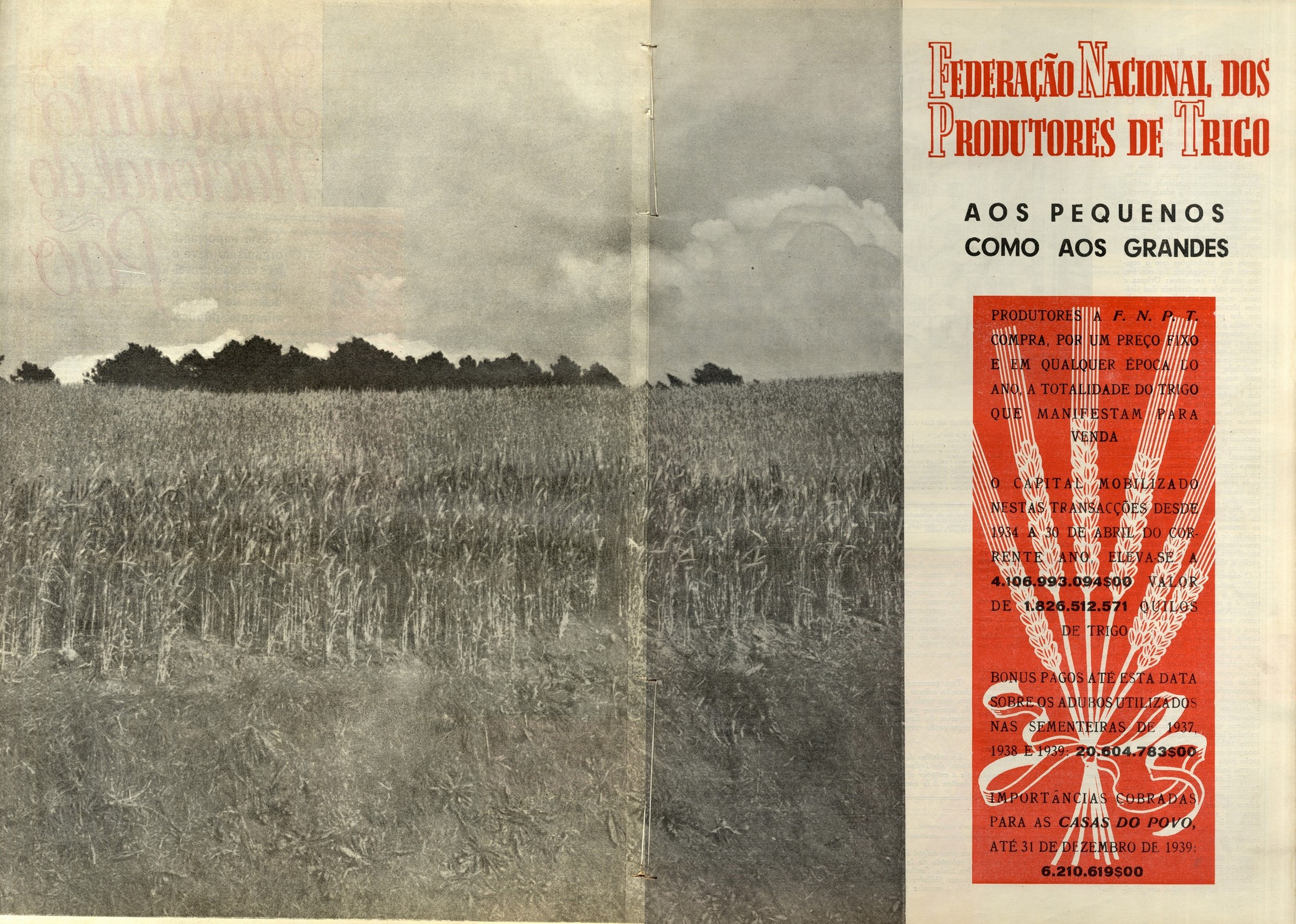
Publicidade à Federação Nacional dos Produtores de Trigo, publicada em 1940.

### Formação da EPAC
No entanto, este organismo revelou-se incapaz de cumprir o seu importante papel como um motor de coordenação económica no ramo alimentar, sofrendo de graves problemas de operacionalidade, além que várias das suas funções eram incompatíveis e irreconciliáveis. Desta forma, o governo determinou, através do Decreto-Lei n.º 663/76, de 4 de Agosto, a sua divisão em dois órgãos, a Empresa Pública do Abastecimento de Cereais (EPAC), e o Instituto dos Cereais, E. P. (ICEP), sendo o primeiro de funções principalmente técnicas, enquanto que o segundo teria uma vocação mais comercial. Apenas dois anos depois, o ICEP foi dissolvido pelo Decreto-Lei n.º 551/77, de 31 de Dezembro, tendo todo o pessoal e património sido transferido para a EPAC, que assumiu as antigas funções daquele organismo.

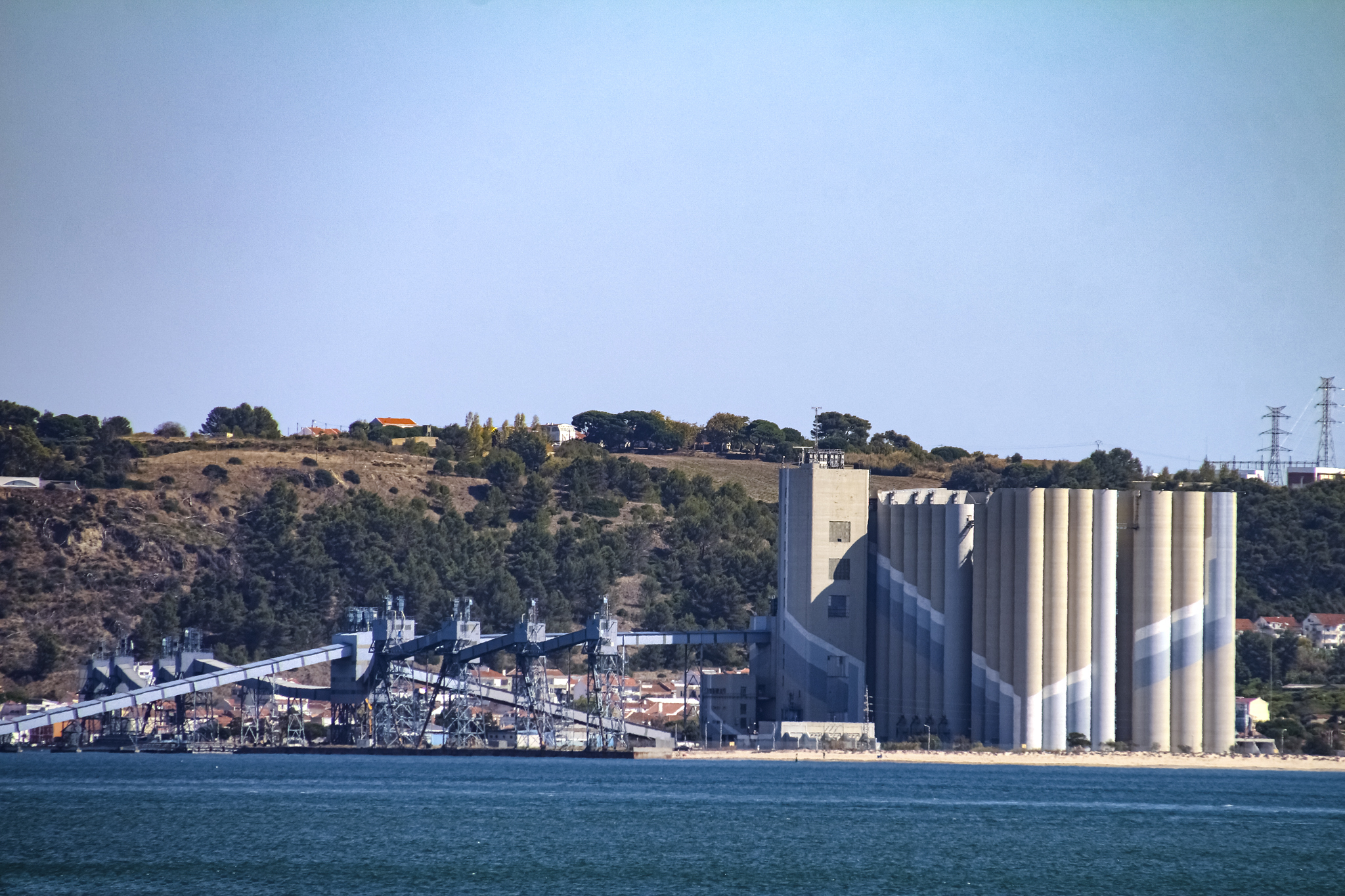
Complexo da SILOPOR na Trafaria.

### Declinio e extinção

#### Fundação da SILOPOR
Na década de 1980, Portugal aderiu à União Europeia, processo que levou a grandes modificações na agricultura nacional, com a sua liberalização, e impediu a continuação do regime monopolista dos mercados dos cereais e das sementes por parte da EPAC, devido à legislação europeia. Assim, de forma a quebrar o monopólio por parte da companhia, em 1986 foi criada a SILOPOR - Empresa de Silos Portuários, S. A. R. L., que passou a ser responsável pelo Edifício Conde de Valbom, em Lisboa, e pelas antigas infraestruturas da EPAC que estavam instalados nas zonas portuárias, nomeadamente os terminais da Trafaria e do Beato, os armazéns no Montijo e no Seixalinho, e os imóveis no Porto de Leixões. Dentro deste conjunto de estruturas destaca-se o terminal da Trafaria, cujos silos estavam quase totalmente construídos em Setembro de 1986, prevendo-se então que seriam muito excedentários em relação à procura. Em conjunto com a sua localização, na esfera do Porto de Lisboa, o terminal tinha um elevado potencial como um centro internacional para a movimentação de granéis alimentares, motivo pelo qual deveria ser entregue a uma nova empresa. Esta entidade seria igualmente responsável pela gestão das outras infraestruturas portuárias de abastecimento de cereais no país, de forma a colher os benefícios de uma exploração conjunta.
Porém, o processo de criação da SILOPOR foi bloqueado pela Assembleia da República, que levou à suspensão da lei que determinou a fundação da empresa, tendo o então primeiro-ministro, Cavaco Silva, chegado a pedir ao Tribunal Constitucional para fiscalizar a constitucionalidade desta medida, embora sem sucesso. Ainda assim, a empresa conseguiu ser criada, mas sofreu desde o princípio de graves problemas financeiros, uma vez que deveria ter pago à EPAC pela transferência dos seus imóveis, mas nunca reuniu os recursos financeiros para o poder fazer. Uma vez que a estes valores acresciam juros, a dívida da SILOPOR à EPAC chegou aos 163 milhões de contos, de acordo com uma auditoria de 2005 do Tribunal de Contas. O governo liderado por António Guterres procurou apoiar a empresa com um pacote de 149,6 milhões de Euros, mas este processo foi travado pela União Europeia, por considerar que violava a legislação sobre a concorrência.
Embora estas medidas tenham alterado significativamente as condições de operação da EPAC, esta não foi sujeita a um profundo processo de reorganização, como seria de esperar. Só em 1991, com o Decreto-Lei n.º 26, de 11 de Janeiro, é que se introduziu uma medida para modificar a estrutura da empresa, com a sua transformação numa sociedade anónima de capitais exclusivamente públicos, passando a denominar-se de Empresa para Agroalimentação e Cereais, S. A.. Porém, esta providência não resolveu os graves problemas financeiros, causados em parte pela sua pesada herança do passado da empresa, e devido a modificações no contexto jurídico e económico nos mercados de cereais e de cementes.

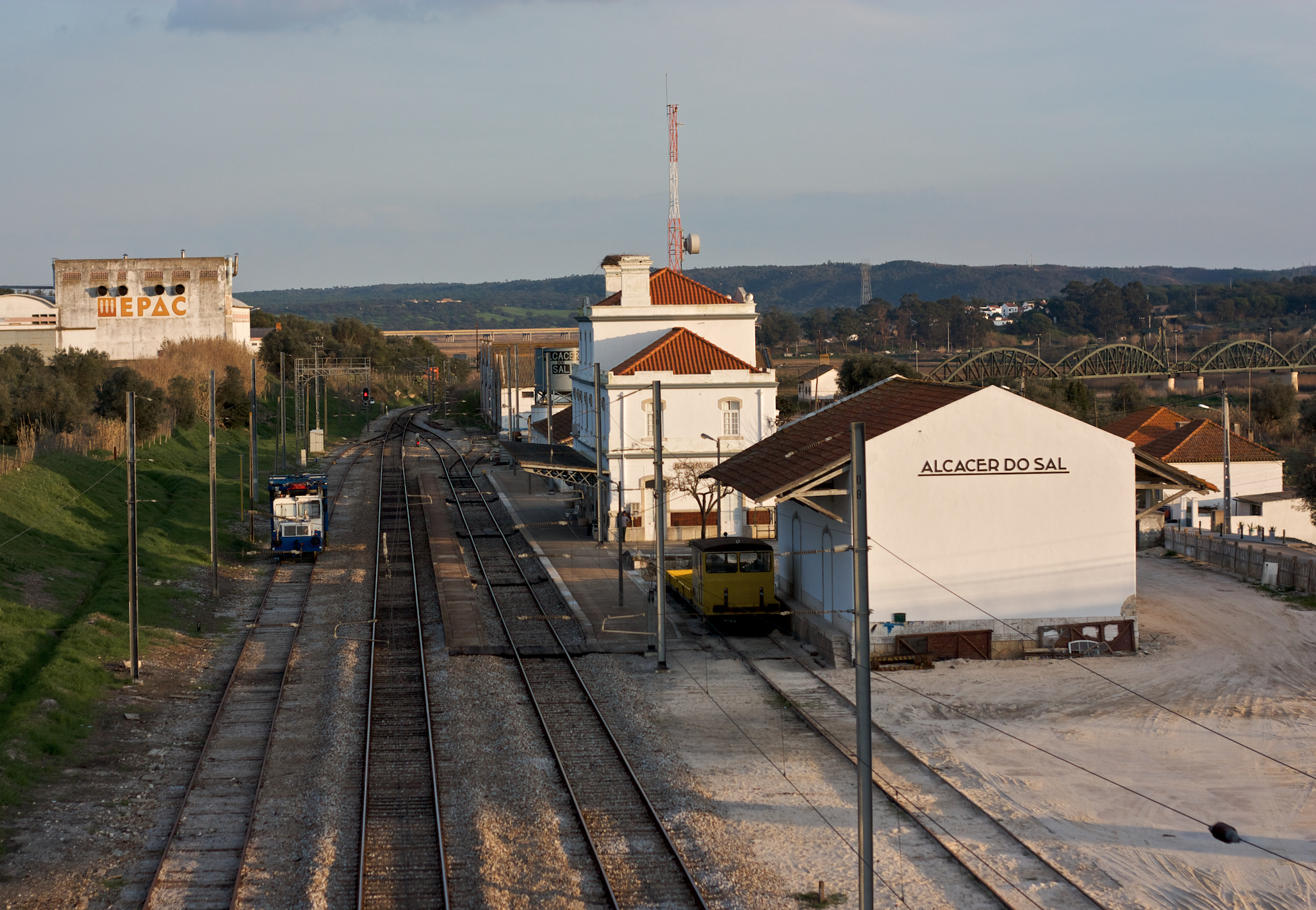
Estação de Alcácer do Sal, em 2009. Ao fundo no lado esquerdo são visíveis antigos armazéns da EPAC, ainda com o símbolo da empresa.

#### Extinção da EPAC
Em 1997 iniciaram-se as negociações com a União Europeia para dois pacotes de apoio financeiro à EPAC e à SILOPOR, nos valores iniciais, correspondentemente, de 12 e 30 milhões de contos. Como parte deste processo, foram apresentados dois planos para a reestruturação da SILOPOR, ambos recusados pela União Europeia. Segundo um artigo publicado pelo jornal Público em 14 de Abril de 1999, a presidente da EPAC, Elsa Ferreira, ainda acreditava que ainda seria possível privatizar a EPAC Comercial, empresa para a qual foram transferidas as funções comerciais da empresa principal, ao mesmo tempo receber um pacote de apoio financeiro por parte do governo de mais de doze milhões de contos. Este apoio tinha sido originalmente pedido à União Europeia, mas as negociações com Bruxelas ficaram marcadas pela dificuldade, uma vez que este processo envolvia o encerramento da SILOPOR. Com efeito, devido aos problemas financeiros da empresa, o governo manifestou-se interessado em fazer a sua dissolução e conceder a privados a exploração das infraestruturas portuárias do Beato, da Trafaria e de Leixões. Porém, este processo esteve envolto em polémica, tendo os resultados dos concursos públicos sido contestados pelas empresas interessadas.
Elsa Ferreira afirmou que a União Europeia aceitou o plano de reestruturação da EPAC, que tinha sido discutido em Bruxelas em Março desse ano, e que incluía a privatização da divisão comercial e o encerramento da empresa-mãe, após ser terminada a liquidação do seu património. No âmbito deste plano, também iria ser encerrada a SILOPOR, cujas instalações na Trafaria, Beato e Leixões seriam entregues a privados. No sentido de obter o apoio financeiro por parte da União Europeia, as empresas teriam de reduzir a sua capacidade produtiva, a quota de mercado e o número de trabalhadores, processo que foi bem sucedido no caso da EPAC, uma vez que encerrou dezenas dos seus complexos de silos no interior do país, passou de 1700 para 168 empregados, e reduziu a sua quota de mercado para menos de 30%. Porém, ao contrário da EPAC, que se encontrava sobredimensionada em relação à procura, a SILOPOR tinha a sua capacidade de 380 mil toneladas esgotada, tendo necessitado de alugar alguns complexos privados de silos para albergar outras 60 mil toneladas de cereais. Segundo o presidente da empresa, Orlando Carvalho, «seria preciso aumentar a capacidade da Silopor para dar resposta às necessidades do mercado». Calculava-se que o património da EPAC valia cerca de cinco milhões de contos, quantia muito inferior à dívida da empresa, no valor de 50 milhões de contos, dos quais cerca de 30 milhões de contos eram relativos à SILOPOR. Desta forma, o governo terá sacrificado a SILOPOR para permitir a atribuição do apoio financeiro à EPAC, numa tentativa de preservar a sua divisão comercial, cuja privatização estava prevista até aos finais de 1999.
A EPAC foi dissolvida pelo Decreto-Lei n.º 572-A/99, de 29 de Dezembro, tendo o seu património sido transferido para a Direcção-Geral do Tesouro.

### Reaproveitamento das antigas infraestruturas da EPAC
Várias das antigas infraestruturas da EPAC, quer herdadas das suas entidades antecessoras ou construídas pela empresa, foram alvo de programas de reabilitação, com diversas finalidades. Por exemplo, em 2003 estava a ser planeada a transformação do antigo complexo cerealífero de Vila Franca de Xira para um centro de negócios, o Xira Business Center, mantendo parcialmente a aparência original do edifício, devido à sua localização emblemática, junto à Estrada Nacional 1. Outro empreendimento que iria adaptar as antigas estruturas a outras funções foi a conversão dos antigos celeiros de Mértola numa estação biológica, empreendimento lançado em 2021 pelo município, e que envolveu um investimento de cerca de 4,5 milhões de Euros. As instalações da empresa em Évora foram convertidos na sede da Associação para a Promoção de Música e Dança Pé de Xumbo.
Em Maio de 2010, o Ministério das Finanças estava a preparar a cedência gratuita de dezasseis complexos de silos da EPAC, situados no Alentejo e no Ribatejo, à Associação Nacional de Produtores de Cereais, de forma a criar uma reserva estratégica nacional de cereais. Após a extinção da EPAC, as estruturas estavam ao abandono, pelo que a sua recuperação e manutenção seriam assumidas pela ANPOC. De acordo com o ministro da Agricultura, António Serrano, parte das instalações iriam ser utilizadas na secagem do arroz, uma vez que os preços deste produto estavam sujeitos a grandes variações, sendo esta medida considerada como «um contributo para os pequenos produtores poderem vender o cereal mais cedo, numa altura em que lhes seja mais conveniente em termos de preço». Quando aos outros produtos cerealíferos, como o trigo e milho, previa-se que a exploração por parte dos agricultores poderia facilitar o controle sobre as flutuações dos preços, uma vez que passariam a ter a capacidade necessária para armazenar os seus produtos, garantindo uma melhor gestão sobre as reservas existentes, e vender nos períodos em que os mercados fossem mais favoráveis. Esta medida já era pedida há muito pelos membros da ANPOC, tendo o presidente daquela instituição, Bernardo Albino, afirmado que «Estas infra-estruturas foram pagas pelos agricultores e devem ficar nas suas mãos».

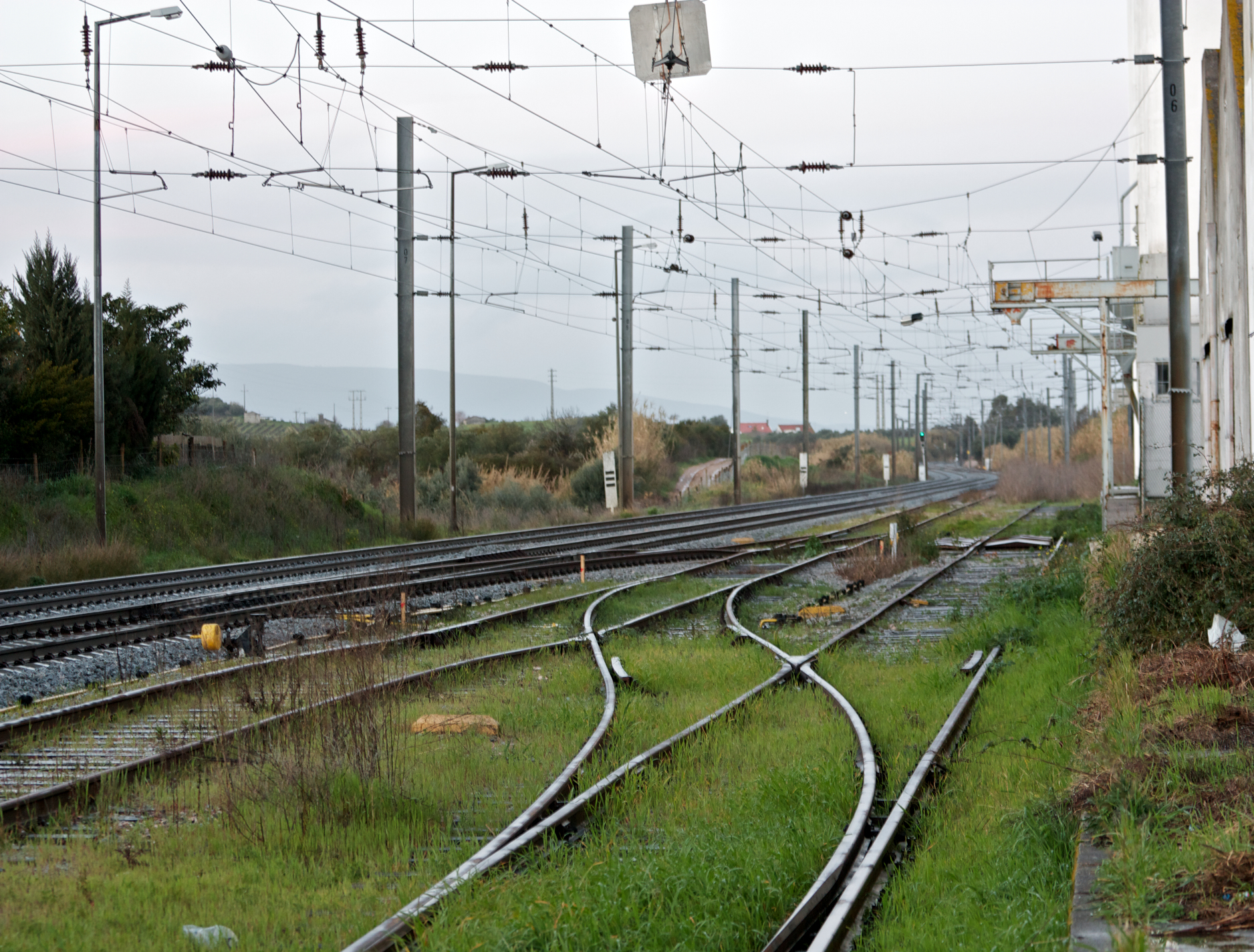
Silo da EPAC na estação de Vale de Figueira, com ramal próprio.

## Obras publicadas
- GUERREIRO, Maria Margarida (1988). Contributo para a avaliação da qualidade do arroz face às exigências comunitárias. Lisboa: Empresa Pública de Abastecimento de Cereais
- MALATO-BELIZ, J. (1978). Catálogo das plantas infestantes das searas. (2 volumes). Lisboa: Empresa Pública de Abastecimento de Cereais
- O pão: um pouco sobre a história da sua origem. Lisboa: Empresa para a Agroalimentação e Cereais, S.A.
- O pão e a CEE: seminário: colectânea das palestras efectuadas por técnicos da EPAC. Lisboa: Empresa Pública de Abastecimento de Cereais. 1985